# Horaga lefebvrei
Horaga lefebvrei är en fjärilsart som beskrevs av Felder 1862. Horaga lefebvrei ingår i släktet Horaga och familjen juvelvingar. Inga underarter finns listade i Catalogue of Life.

## Bildgalleri

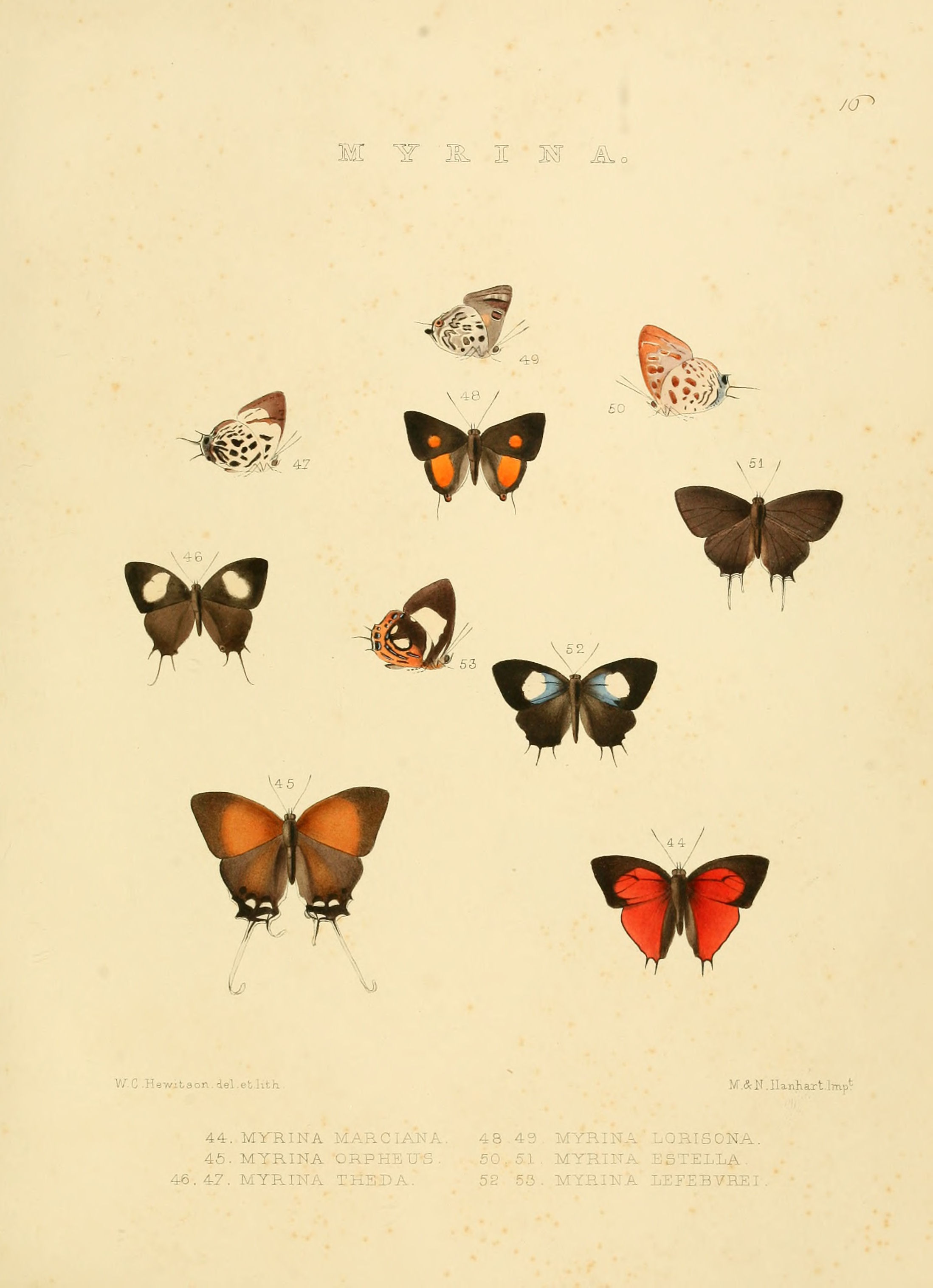
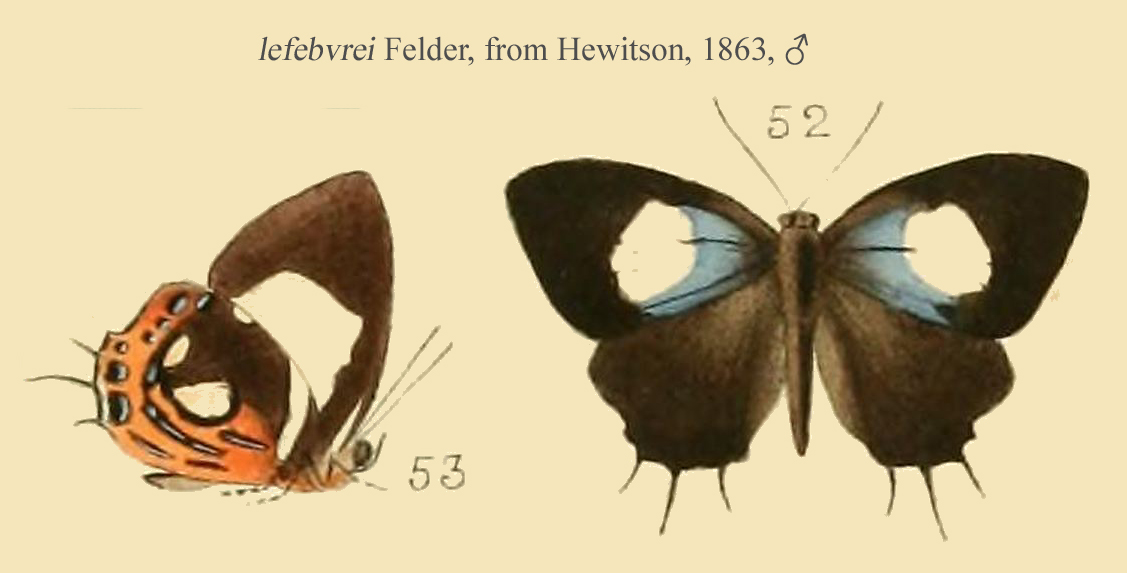